# Achille Apolloni
Achille Apolloni (Anagni, 13 maggio 1823 – Roma, 3 aprile 1893) è stato un cardinale italiano.

## Biografia

### Infanzia e formazione
Achille Apolloni nacque il 13 maggio 1823 ad Anagni. Era figlio di Vincenzo Apolloni e Luisa Giannuzzi. La sua fu una famiglia benestante del Lazio.
Dopo aver compiuto gli studi primi studi, frequentò il Collegio Romano, pur risiedendo presso il Collegio Gesuita dei Nobili. Frequentò poi la Pontificia Accademia dei Nobili Ecclesiastici a Roma, dove nel 1842 studiò filosofia, teologia e diritto canonico ed ottenne anche una dottorato in legge ad honorem nel 1847.

### Ordinazione sacerdotale
Venne ordinato presbitero il 20 marzo 1850 e, poco tempo dopo, divenne canonico del capitolo della Patriarcale Basilica Vaticana nel 1851. Ricevette anche il titolo onorifico di prelato domestico di Sua Santità nel 1853. Dal 1854 al 1858 fu delegato apostolico in Rieti, per poi essere nominato delegato apostolico a Macerata, incarico che tenne dal 1859 al 1860. Divenne uditore di Sacra Romana Rota il 6 aprile 1867 e prestò giuramento di ufficio il 13 gennaio 1868. In quello stesso anno papa Pio IX lo inviò ad Albano per dirigere le opere di carità a favore delle vittime dell'epidemia di colera, dove anche il vescovo locale, il cardinale Lodovico Altieri, fu vittima dell'epidemia. Nel 1882 papa Leone XIII lo nominò presidente della commissione speciale per le relazioni tra la Santa Sede ed i tribunali civili. Il 3 dicembre 1884 gli venne conferita la carica di vice-camerlengo di Santa Romana Chiesa.

### Cardinale e morte
Venne creato cardinale nel concistoro del 24 maggio 1889, ricevendo da papa Leone XIII la berretta rossa e la diaconia di San Cesareo in Palatio il 27 maggio 1889. Divenne protettore dell'Ordine dei frati minori il 4 novembre 1892.
Morì il 3 aprile 1893 a Roma, per un attacco di cuore, all'età di 69 anni. La sua salma venne esposta nella Basilica di Santa Maria in Via Lata, dove il funerale ebbe luogo il 7 aprile, e sepolta temporaneamente nella tomba dei canonici del capitolo della Patriarcale Basilica Vaticana nel cimitero di Campo Verano a Roma.